# II. Lajos-emlékmű (Mohács)

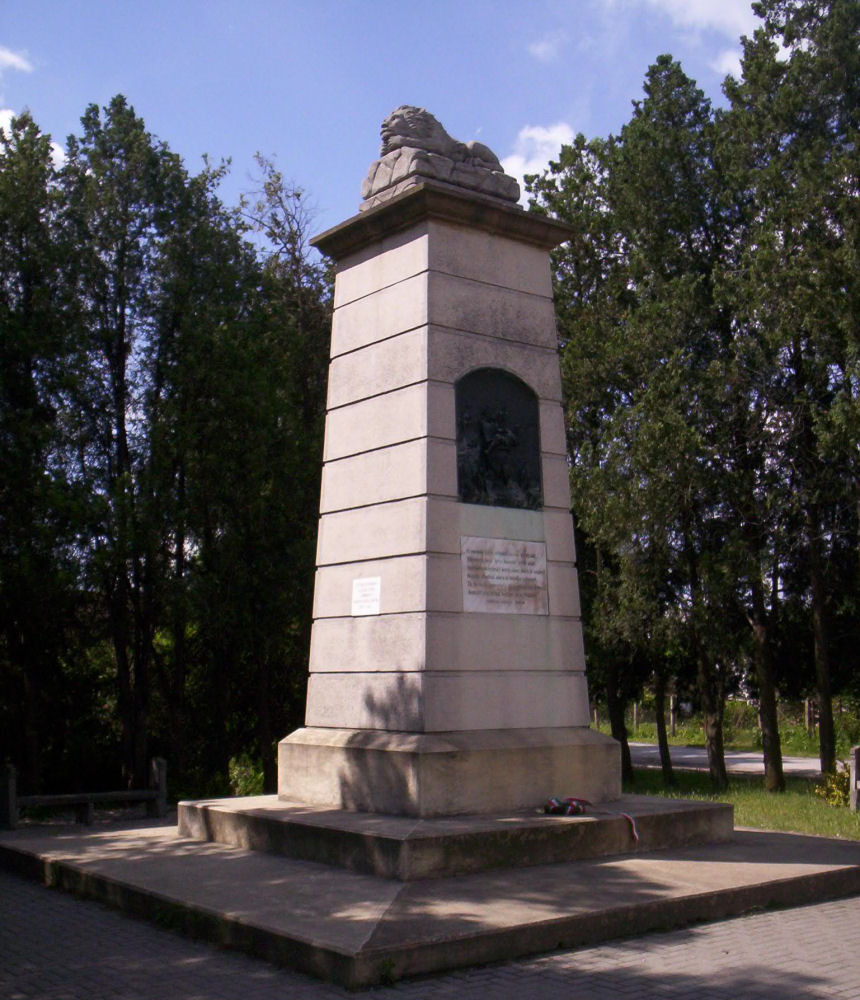

A II. Lajos-emlékmű Mohácstól északra, az 56-os út és a Csele-patak kereszteződésénél álló emlékmű, mely a hagyomány szerint a mohácsi csatából menekülő II. Lajos halálának helyét jelzi.
A szabadságharc számos csatájában részt vevő Turcsányi Somát, a fegyverletételt követően a császári hadbíróság halálra ítélte, ő azonban megszökött az aradi várból és a Moháccsal szomszédos Bárban telepedett le. Munkaadója igazolta, hogy a szabadságharc idején is nála dolgozott, így elkerülte a hatóságok zaklatását. Állami útmesterként az utakat járva megfordult a mohácsi csata helyszínén is, így vetődött fel benne a gondolat, hogy emlékművet állíttat a csatában elesettek emlékére.
Az 1864-ben felállított emlékmű egy kőoszlop volt, melynek csúcsát piramis alakúra képezték ki és a tetején alvó kőoroszlán pihent. Az oroszlán azokat a vitézeket jelképezte, akik szembeszálltak a hódítókkal. A tölgyfából készült kerítéssel körbevett emlékművet Turcsányi Soma harminc éven keresztül, 1894-ben bekövetkezett haláláig saját költségén gondozta. 

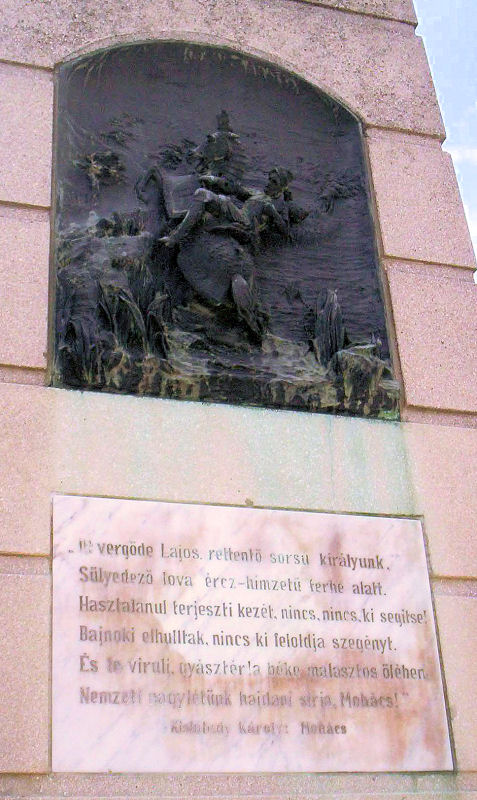
A II. Lajos ábrázoló bronzrelief és Kisfaludy Károly versének hat sora

Az emlékmű a millenniumi ünnepségek idején már omladozóban volt ezért lelkes mohácsi polgárok 1896. március 15-én országos felhívást tettek közzé helyreállítására. A Saratko Albin, bécsi szobrászművész vezetésével átalakított emlékművet 1899. augusztus 29-én, a mohácsi csata háromszázhetvenharmadik évfordulóján adták át. Ekkor került a kőoszlop országút felőli oldalára a Kiss György szobrászművész alkotta bronzrelief, amely a lováról a Csele-patakba zuhanó II. Lajost ábrázolja. A relief alatti táblára Kisfaludy Károly Mohács című versének hat sorát (a 61–64. és 87–88. sorokat) vésték:
Ott vergőde Lajos, rettentő sorsu királyunk,
Sülyedező lova érczhimzetü terhe alatt.
Hasztalanul terjeszti kezét; nincs, nincs ki segitse!
Bajnoki elhulltak, nincs ki feloldja szegényt!
…
És te virulj, gyásztér! a béke malasztos ölében,
Nemzeti nagylétünk hajdani sirja Mohács!
Az emlékművet és környékét 1997-ben a Mohácsi Farostlemezgyár újíttatta fel.